# Amphidrina tibetica
Amphidrina tibetica là một loài bướm đêm trong họ Noctuidae.